# 猿橋賞
猿橋賞（さるはししょう）は、第一線で活躍する女性科学者を表彰する日本の賞である。

## 概要
地球化学者の猿橋勝子が気象研究所を退官する際、寄付金500万円を基金とし、自然科学分野で優れた業績をあげた女性研究者に対する賞として創設された。「女性科学者に明るい未来をの会」（1980年創立）から毎年5月頃に、自然科学分野で顕著な研究業績をおさめた50歳未満の女性科学者に対して、「女性自然科学者研究支援基金」を原資として贈られる。賞金額は50万円。受賞者は学会などの他薦、自薦の応募者の中から選定される。

## 歴代受賞者
- 第1回（1981年） - 太田朋子（国立遺伝学研究所名誉教授） (分子レベルにおける集団遺伝学の理論的研究)
- 第2回（1982年） - 山田晴河（関西学院大学教授） (レーザー・ラマン分光による表面現象の研究)
- 第3回（1983年） - 大隅正子（日本女子大学名誉教授、認定NPO法人綜合画像研究支援理事長） (酵母細胞の微細構造と機能の研究)
- 第4回（1984年） - 米沢富美子（慶應義塾大学名誉教授） (非結晶物質基礎物性の理論的研究)
- 第5回（1985年） - 八杉満利子（京都産業大学名誉教授） (解析学の論理構造解明のための方法論)
- 第6回（1986年） - 相馬芳枝（産業技術総合研究所顧問、神戸大学特別顧問） (新しい有機合成触媒の研究)
- 第7回（1987年） - 大野湶（元東京工業大学教授）(電気化学的薄膜形成の基礎的研究)
- 第8回（1988年） - 佐藤周子（愛知がんセンター研究所研究部長） (放射線によるがん細胞分裂死の研究)
- 第9回（1989年） - 石田瑞穂（海洋研究開発機構IFREEセンター上席研究員） (微小地震による地下プレート構造と地震前兆の研究)
- 第10回（1990年） - 高橋三保子（wikidata）（筑波大学名誉教授） (原生動物の行動の遺伝学的研究)
- 第11回（1991年） - 森美和子（北海道大学名誉教授）(医薬品合成のための新しい反応の開発)
- 第12回（1992年） - 加藤隆子（自然科学研究機構核融合科学研究所名誉教授）(高温プラズマの原子過程の研究)
- 第13回（1993年） - 黒田玲子（東京大学大学院総合文化研究科教授） (非対称な分子の左右やDNA塩基配列の識別のしくみの研究)
- 第14回（1994年） - 白井浩子（岡山大学理学部牛窓臨海実験所助教授）(ヒトデの排卵と卵成熟のしくみの研究)
- 第15回（1995年） - 石井志保子（東京大学数理科学研究科教授　元東京工業大学大学院理工学研究科教授、日本学術振興会学術システム研究センター専門研究員（兼）） (代数幾何学における特異点の研究)
- 第16回（1996年） - 川合眞紀（東京大学大学院新領域創成科学研究科教授、理化学研究所中央研究所主任研究（兼))    (固体表面における化学反応の基礎研究)
- 第17回（1997年） - 高倍鉄子（名古屋大学大学院生命農学研究科教授） (植物耐塩性の分子機構に関する研究)
- 第18回（1998年） - 西川恵子（wikidata）（千葉大学大学院融合科学研究科教授、日本学術振興会学術システム研究センター主任研究員（兼））(超臨界流体の研究)
- 第19回（1999年） - 持田澄子（東京医科大学教授） (神経伝達物質の放出機構の研究)
- 第20回（2000年） - 中西友子（東京大学大学院農学生命科学研究科教授）(植物における水および微量元素の挙動)
- 第21回（2001年） - 永原裕子（東京大学大学院理学系研究科教授） (隕石や惑星物質の形成と進化)
- 第22回（2002年） - 真行寺千佳子（東京大学大学院理学系研究科助教授）(生物のべん毛運動に関する研究)
- 第23回（2003年） - 深見希代子（東京薬科大学生命科学部教授） (生命現象におけるリン脂質代謝の役割)
- 第24回（2004年） - 小磯晴代（wikidata）（高エネルギー加速器研究機構加速器研究施設教授）(衝突型加速器KEKBにおける世界最高輝度達成への貢献)
- 第25回（2005年） - 小谷元子（東北大学大学院理学研究科教授） (離散幾何解析学による結晶格子の研究)
- 第26回（2006年） - 森郁恵（名古屋大学大学院理学研究科教授） (感覚と学習行動の遺伝学的研究)
- 第27回（2007年） - 高薮縁（東京大学気候システム研究センター教授） (熱帯における雲分布の力学に関する観測的研究)
- 第28回（2008年） - 野崎京子（東京大学大学院工学系研究科教授）（金属錯体触媒を用いる極性モノマーの精密重合の研究）
- 第29回（2009年） - 塩見美喜子（慶應義塾大学医学部准教授）（RNAサイレンシング作用機序の研究）
- 第30回（2010年） - 高橋淑子（奈良先端科学技術大学院大学バイオサイエンス研究科教授）（動物の発生における形作りの研究）
- 第31回（2011年） - 溝口紀子（東京学芸大学教育学部自然科学系准教授）(爆発現象の漸近解析)
- 第32回（2012年） - 阿部彩子（wikidata）（東京大学大気海洋研究所准教授）(過去から将来の気候と氷床の変動メカニズムの研究)
- 第33回（2013年） - 肥山詠美子（理化学研究所仁科加速器研究センター准主任研究員）（量子少数多体系の精密計算法の確立とその展開)
- 第34回（2014年） - 一二三恵美（ 大分大学全学研究推進機構教授 ） (機能性タンパク質『スーパー抗体酵素』に関する研究)
- 第35回（2015年） - 鳥居啓子（名古屋大学生命理学研究科客員教授）(植物の細胞間コミュニケーションと気孔の発生メカニズムの研究)
- 第36回（2016年） - 佐藤たまき（東京学芸大学准教授） (記載と系統・分類学を中心とする中生代爬虫類の研究)
- 第37回（2017年） - 石原安野（千葉大学グローバル・プロミネント研究基幹准教授） (アイスキューブ実験による超高エネルギー宇宙線起源の研究)
- 第38回（2018年） - 寺川寿子（名古屋大学大学院環境学研究科附属地震火山研究センター講師） (地震活動を支配する地殻応力と間隙流体圧に関する研究)
- 第39回（2019年） - 梅津理恵（東北大学金属材料研究所　新素材共同研究開発センター　准教授）（ハーフメタルをはじめとするホイスラー型機能性磁気材料の物性研究）
- 第40回（2020年） - 市川温子（京都大学大学院理学研究科　高エネルギー物理学研究室　ニュートリノ・グループ　准教授）（加速器をもちいた長基線ニュートリノ実験によるニュートリノの性質の解明）
- 第41回（2021年） - 田中幹子（東京工業大学 生命理工学院 生命理工学系　教授）（脊椎動物の四肢の発生と進化に関する研究）
- 第42回（2022年） - 関口仁子（東京工業大学 理学院 物理学系　教授）（原子核物理学における三体核力の実験的研究）
- 第43回（2023年） - 宮原ひろ子（武蔵野美術大学教授）（太陽活動の変動のメカニズムおよびその気候への影響に関する研究）
- 第44回（2024年） - 緒方芳子（京都大学数理解析研究所教授）（数理物理分野の量子多体系の数学的研究）[3]
- 第45回（2025年） - 上川内あづさ（名古屋大学学院理学研究科教授）（昆虫脳における聴覚情報処理原理の解明）[4]